# Montys dubbelgångare
Montys dubbelgångare (engelska: I Was Monty's Double) är en brittisk spionfilm från 1958 i regi av John Guillermin.
Filmen är baserad på skådespelaren M.E. Clifton James självbiografi om hur han uppträdde som Bernard Montgomery under andra världskriget i avsikt att förvirra tyska spioner.

## Rollista i urval
- M.E. Clifton James - som sig själv / general Montgomery
- John Mills - major Harvey
- Cecil Parker - överste E.F. Logan
- Marius Goring - Karl Nielson
- Michael Hordern - Gibraltars guvernör
- Leslie Phillips - major Tennant
- Victor Maddern - stabssergeanten
- Bryan Forbes - löjtnant Butterfield
- Barbara Hicks - Hester Baring
- James Hayter - sergeant Adams
- MacDonald Parke - amerikansk general
- Sid James - vaktmästaren
- Patrick Allen - överste Matthers
- Maureen Connell - Peggy
- Harry Fowler - civilist
- Walter Gotell - tysk överste
- John Le Mesurier - adjutanten
- Sam Kydd - förmedlaren
- Allan Cuthbertson - vaktofficeren